# Народный фронт имени имама Шамиля

Аварский национальный флаг

Народный фронт имени имама Шамиля (Аварский народный фронт имени имама Шамиля, Народный фронт Дагестана имени имама Шамиля, Аварское народное движение имени имама Шамиля, НФШ, НФДиИШ, НФД) — аварское национальное движение, основанное в 1988 в Хасавюрте. Лидером движения выступил Г.Н. Махачев. Наравне с другими аварскими национальными движениями, выступали за сохранение единства и унитарного устройства Дагестана, укрепление республиканского суверенитета, а также отстаивало права и интересы аварцев, переселившихся в равнинные районы республики.

## Причины социальной напряженности на Северном Кавказе

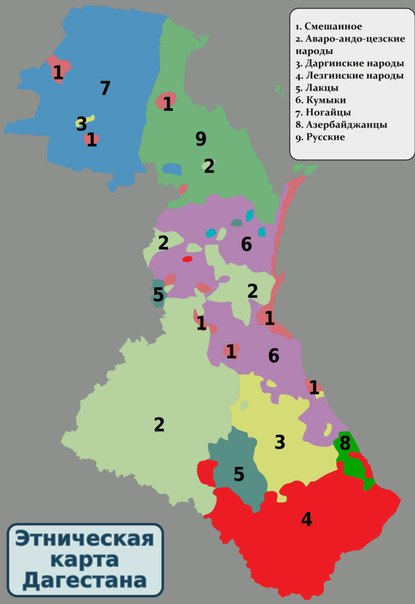
Место аварцев на этнической карте Дагестана

Процесс переселения представителей горских этносов, инициированный в советский период, в новейшее время имеющий относительно регулируемый характер, а также возвратные миграции — последствия принудительный переселений в СССР привели к радикальной трансформации этнической структуры населения равнины, выразившейся в снижении доли местных этносов в ней и как следствие изменению их политического статуса. Многие противоречия, существовавшие в латентной форме, в новое время, в связи со сжатием социального пространства на равнине привели к возникновению устойчивых зон политического противостояния мигрантов и местных. Масштабность внутренних миграционных потоков с гор на равнину из сел в городские поселения, а также возвратных этнических миграций — последствий урбанистической миграции советского периода обусловили изменение этнодемографической ситуации. Значительная часть национальных движений возникавшие в позднесоветский период были реакцией на негативные социально-экономические и политические следствия нерегулируемой массовой этнической миграции с гор на равнину. К таким национальным движениям могут быть причислены кумыкское «Тенглик» и лезгинское «Садвал». Либо для отстаивания политических интересов представителей этнических мигрантских сообществ. Примером такой организации и явился «Народный фронт Дагестана имени имама Шамиля».

## Участие НФД в конфликтах

### Чечено-аварский конфликт в Дагестане
В сентябре 1991 года НФШ вступил в конфликт с чеченцами-аккинцами, которые тогда начали возвращаться в Дагестан после депортации 1944-го года. 17 сентября фронт вместе с Исламской партией возрождения выставил требование об отмене закона «О реабилитации репрессированных народов» и постановления дагестанского парламента о восстановлении Ауховского района. Несмотря на мобилизацию вооруженных сторонников фронта и чеченцев-аккинцев, конфликт был разрешен мирно.

### Кумыко-аварский конфликт
22 октября 1991 года в Хасавюрте началась акция Тенглик с требованиями смены руководства республиканской милиции, проведения досрочных выборов и формирования правительства народного доверия, которая позже была поддержана рядом национальных объединений и организаций демократического толка. На следующий день после начала акции НФШ провел многотысячный митинг против национального движения кумыков в Махачкале, а до палаточного городка кумыкского акции была направлена вооруженная автоколонна. В тот день милиции удалось предотвратить масштабные столкновения аварцев и кумыков.

### Конфликт НФД и казачества
24 июня 1993 года несколько десятков вооруженных участников НФД и Лакского движения Кази Кумух захватили здание горсовета Кизляра после того, как в предыдущий день горсовет принял решение о поддержке требований автономизации Северного Дагестана и обеспечения в нем особой роли казачества и русскоязычного населения.

## Место народного фронта среди других национальных движений и вопрос о федерализации
Уже в начале 90-х годов на политической арене Дагестана появились десятки этнических движений, которым на какой-то момент удалось преодолеть разногласия между собой и создать единый координирующий орган — Конгресс народов Дагестана. В него вошли представители около 20 движений и партий республики. Однако Конгрессу не удалось достичь согласия по вопросу о будущем государственном устройстве Дагестана. Произошел раскол дагестанских национальных движений на два блока: одна часть этих движений требовала федерализации республики и большей автономии для этнических территорий, а другая часть боролась за единство и целостность Дагестана, а по сути — за сохранение статуса-кво. Примечательно, что раскол этнических движений на сторонников федерализации Дагестана и на сторонников сохранения status quo прошел по исторической и географической границе исконной «страны гор» и присоединенных к ней в последующем соседних народов и территорий. Так, за федерализацию Дагестана в начале 90-х годов XX в. выступали этнические движения: кумыкское «Тенглик», лезгинское «Садвал», ногайское «Бирлик», чеченское «Вайнах», а также терское казачество Кизлярской зоны. Но руководству республики удалось сохранить единство и унитарное политическое устройство Дагестана, заручившись поддержкой этнических движений самых многочисленных народов Дагестана: даргинцев («Цадеш»), лакцев («Цубарз») и, разумеется, аварцев, представленных в лице «Народного фронта имени имама Шамиля».